# دانه‌مرغی
در علوم غذایی، به فضولات بوجاری دانه‌ها اصطلاحاً دانه‌مرغی گفته می‌شود.
دانه‌مرغی، مواد خارجی همراه با گندم مانند بذر علف‌های هرز و سایر غلات و سنگریزه است که به‌آسانی جدا می‌شوند و ممکن است در بذور تجارتی یافت شوند.
دانه‌مرغی‌ها شامل سه دسته موادند: دانه‌های شکسته؛ مواد خارجی (کاه و کزل/بذور خارجی/برگ و...)، و گرد و غبار. مواد زائد در توده می‌توانند سبب افزایش فساد شوند.